# Il viaggiatore di terza classe
Il viaggiatore di terza classe (titolo originale francese Le pendu de Saint-Pholien, pubblicato in traduzione italiana anche coi titoli Maigret e il viaggiatore di terza classe e L'impiccato di Saint-Pholien) è un romanzo poliziesco di Georges Simenon con protagonista il commissario Maigret.
Il viaggiatore di terza classe è il quarto romanzo dedicato alle inchieste del commissario Maigret ed è basato su un drammatico ricordo di gioventù di Simenon: a Liegi, nei primi anni di università, Simenon aveva infatti partecipato, con un gruppo di compagni, ad una società segreta, La Caque, ispirata ad un libertarismo romantico, anarchico e bohémien. La società venne sciolta quando il giovane pittore Joseph Kleine, si impiccò al portone della chiesa di Saint-Pholien.

## Trama
All'interno di un albergo di Brema, un uomo di nome Louis Jeunet (ma Maigret scoprirà che il suo vero nome è Jean Lecocq d'Arneville), si suicida sparandosi un colpo di pistola in bocca, quasi sotto gli occhi del commissario, che lo stava seguendo con lo stesso treno da Bruxelles. Un certo Joseph Van Damme si presenta all'obitorio, muovendo la curiosità del commissario, al quale, tornato a Parigi, rubano una valigia. L'inchiesta porterà Maigret a Reims, dove la vittima è stata vista di recente con un bancario, Maurice Belloir. Qui Maigret ritrova Van Damme, in compagnia di un fotoincisore, Jef Lombard, e di uno scultore, Gaston Janin, tutti come la vittima originari di Liegi (città natale di Simenon).
È che all'origine del suicidio ci sono eventi che rimandano a dieci anni prima, per scoprire i quali il commissario si reca appunto nella città belga, dove l'inchiesta si fa pericolosa (tentano persino di ucciderlo) e dove scopre che il suicidio di un certo Émile Klein, trovato impiccato nel portico della chiesa di Saint-Pholien, è collegato a tutti loro, che facevano parte, al tempo in cui erano studenti, di una società segreta: la confraternita dell'Apocalisse, piena di eccentriche idee anarchico-libertarie.
La storia finalmente viene fuori: Klein, dieci anni prima, aveva ucciso quasi per scommessa un altro dei soci, Willy Mortier, e gli altri ne avevano gettato il corpo nel fiume, da dove non fu mai ritrovato. Hanno tutti continuato con la propria vita, tranne Jean, che aveva cambiato nome ed era partito per Parigi, ma poi negli anni era tornato in contatto con loro e li accusava di avergli "rubato la felicità", ricattandoli e poi bruciando i biglietti di carta moneta che da loro riceveva. Maigret ricostruisce la spiegazione del suo suicidio e decide di lasciar perdere gli altri, considerando il fatto che gli implicati hanno figli piccoli.

## Edizioni
Il romanzo è stato scritto presso la villa M. Gloaguen a Concarneau nell'autunno del 1930 e pubblicato per la prima volta in Francia nel febbraio del 1931, presso l'editore Fayard.
In Italia è apparso per la prima volta nel 1932, tradotto da Guido Cantini e pubblicato da Mondadori nella collana "I libri neri. I romanzi polizieschi di Georges Simenon" (n° 2) e sempre per lo stesso editore è stato ripubblicato anche con il titolo Maigret e il viaggiatore di terza classe (dal 1969 nella traduzione di Elena Cantini, e dal 1988 in quella di Donatella Zazzi), in altre collane o raccolte tra gli anni quaranta e ottanta. Nel 1993 è stato pubblicato presso Adelphi con il titolo L'impiccato di Saint-Pholien, tradotto da Gabriella Luzzani, nella collana dedicata al commissario (parte de "gli Adelphi", al n° 55).

## Film e televisione
Due sono stati gli adattamenti per la televisione di questo romanzo:
- Episodio dal titolo The Children's Party, facente parte della serie televisiva Maigret, diretto da Gerard Glaister e trasmesso per la prima volta sulla BBC il 23 gennaio 1961, con Rupert Davies nel ruolo del commissario Maigret.
- Episodio dal titolo Maigret et le pendu de Saint-Pholien, facente parte della serie televisiva Les enquêtes du commissaire Maigret per la regia di Yves Allégret, trasmesso per la prima volta su Antenne 2 il 24 gennaio 1981, con Jean Richard nel ruolo del commissario Maigret.